# Cuir de cheval
Le cuir de cheval est le cuir récupéré sur un cheval ou un poney.

## Histoire
En France, le cuir de cheval n'a jamais eu l'importance du cuir de bovin. En 1764, L′Art du tanneur signale que les tanneurs de Paris refusent de le travailler, mais que ceux de province acceptent à l'occasion. Il se prépare comme le cuir des bovins, et se vend 8 à 9 livres. Il n'est en effet pas aussi facile à travailler, et a tendance à faire beaucoup de plis.